# Kuchnia alaskańska

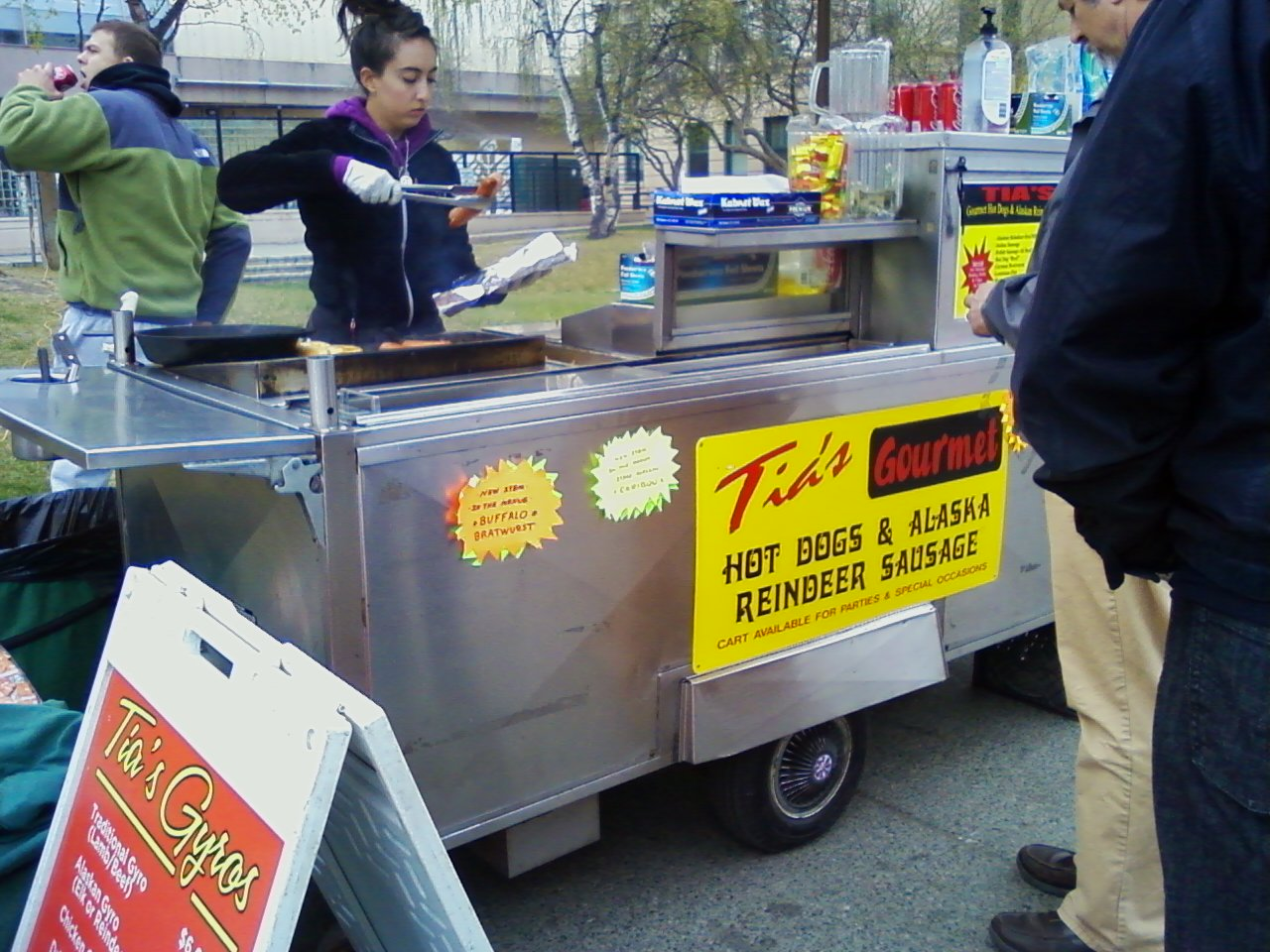
Stoisko z kiełbasami z renifera w Anchorage

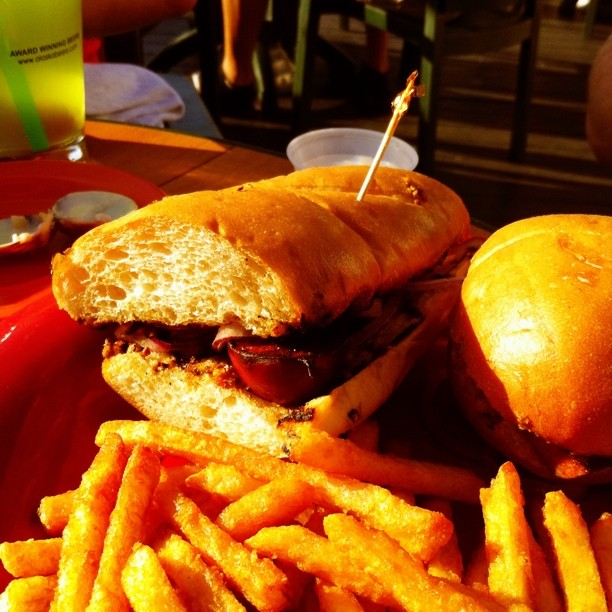
Bułka z kiełbasą z renifera

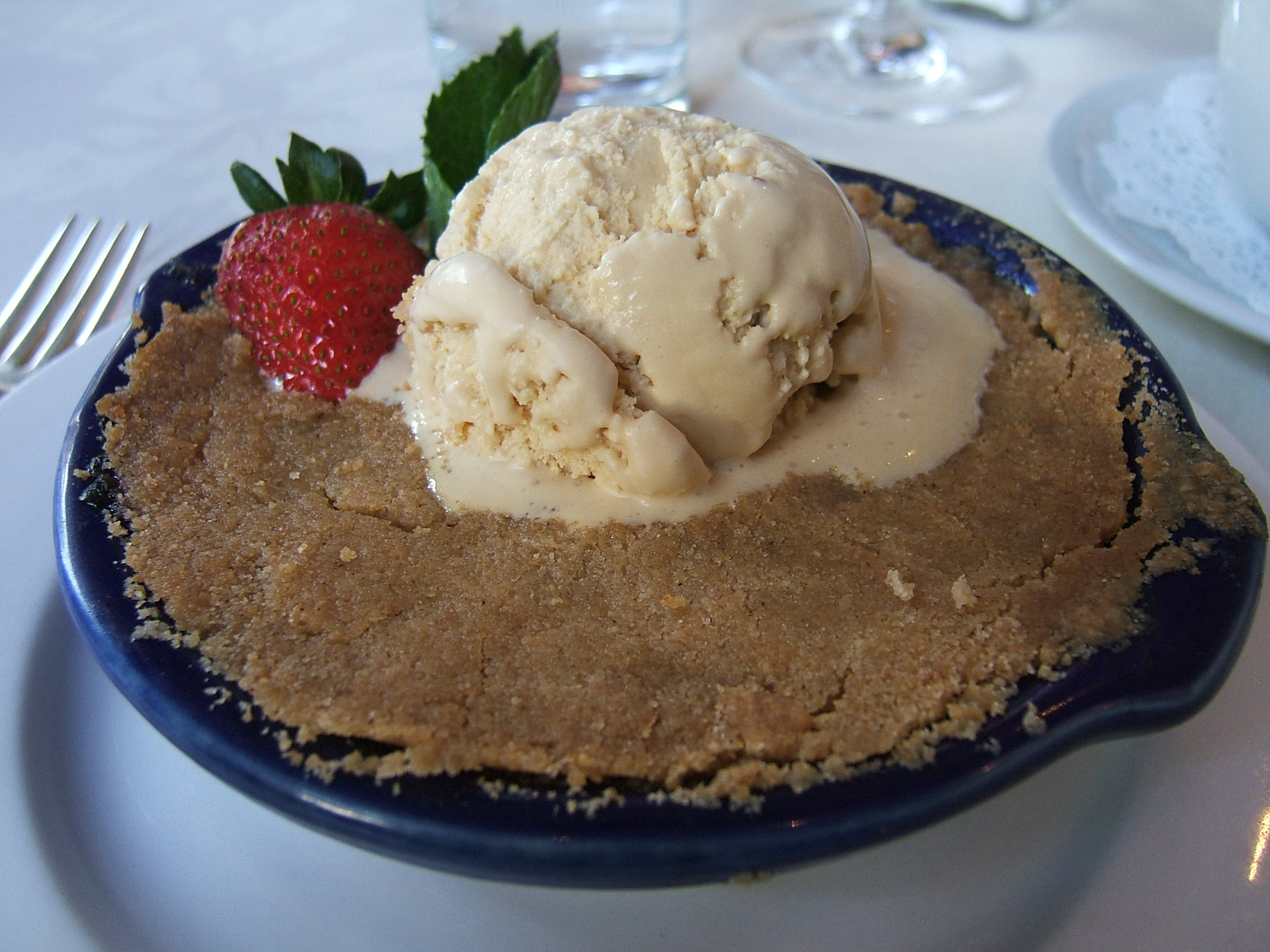
Ciasto jagodowo-jabłkowe z gałką lodów waniliowych

Kuchnia alaskańska – tradycyjna kuchnia charakterystyczna dla mieszkańców Alaski (USA). Klimat regionu sprawia, że jest to kuchnia bogata w białko i tłuszcze różnego pochodzenia. 

## Charakterystyka

### Dania główne
Kuchnia alaskańska opiera się na daniach z owoców morza (krab królewski, krewetki, langusty) i ryb, jak np. łosoś. Spożywa się także mięso i tłuszcz łosi, reniferów, fok, morsów oraz ptaków. Mieszkaniec Alaski zjada przeciętnie około 0,5 kg mięsa dziennie (najwięcej w USA), co związane jest z lokalnymi surowymi warunkami klimatycznymi. Ze względu na te warunki na Alasce wciąż wykorzystuje się naturalne sposoby konserwowania żywności, takie jak suszenie i fermentacja. Przekąskami są suszone ryby lub płatki suszonego mięsa np. reniferów. Wśród owoców i warzyw popularne są borówki czarne oraz czerwone, wykorzystywane w sosach i deserach. Spożywa się także wodorosty i korzenie roślin, dodawane głównie do zup. Uprawa warzyw i owoców ogranicza się do kilku miesięcy w roku i tylko do części obszaru stanu (w jego części południowej panuje klimat umiarkowany chłodny, a w północnej jest on subpolarny).
Część mieszkańców Alaski stara się być samowystarczalna i korzystać wyłącznie z miejscowych produktów roślinnych i zwierzęcych.

### Syrop brzozowy
Miejscowy syrop brzozowy jest sprzedawany nieregularnie w sklepach spożywczych, ale można go znaleźć w specjalistycznych sklepach z tym produktem. Wykorzystuje się go głównie do polewania deserów, lodów, czy naleśników.

### Napoje
Na terenie Alaski działa około 35 minibrowarów, w szczególności w Anchorage. Nagradzany był browar prowadzący dystrybucję w całych Stanach Zjednoczonych, Alaskan Brewing Company z Juneau. Znakiem rozpoznawczym tego przedsiębiorstwa jest piwo Amber. Klimat Alaski nie jest idealny dla winnic, ale stworzono tu kilka odmian wina, wykorzystujących importowany sok i dzikie jagody alaskańskie (np. Bear Creek Winery w Homer, czy Denali w Anchorage). Na miejscu produkuje się też nieduże ilości whisky, ginu i kilka odmian wódki, z dodatkiem zbóż z Alaski i miejscowych dzikich jagód.

## Ochrona
Wieloryby, foki, morsy, lwy morskie i wydry morskie są ściśle chronione na mocy federalnej ustawy o ochronie ssaków morskich. Nie mogą one być zbierane przez mieszkańców Alaski w celu spożycia i utrzymania. Nie są ogólnie dostępne w sprzedaży dla pozardzennych konsumentów. Niemniej jednak jadalne części pewnych niezagrożonych gatunków mogą być sprzedawane wewnątrz wiosek tubylczych przez osoby niebędące tubylcami w celu spożycia.

## Galeria

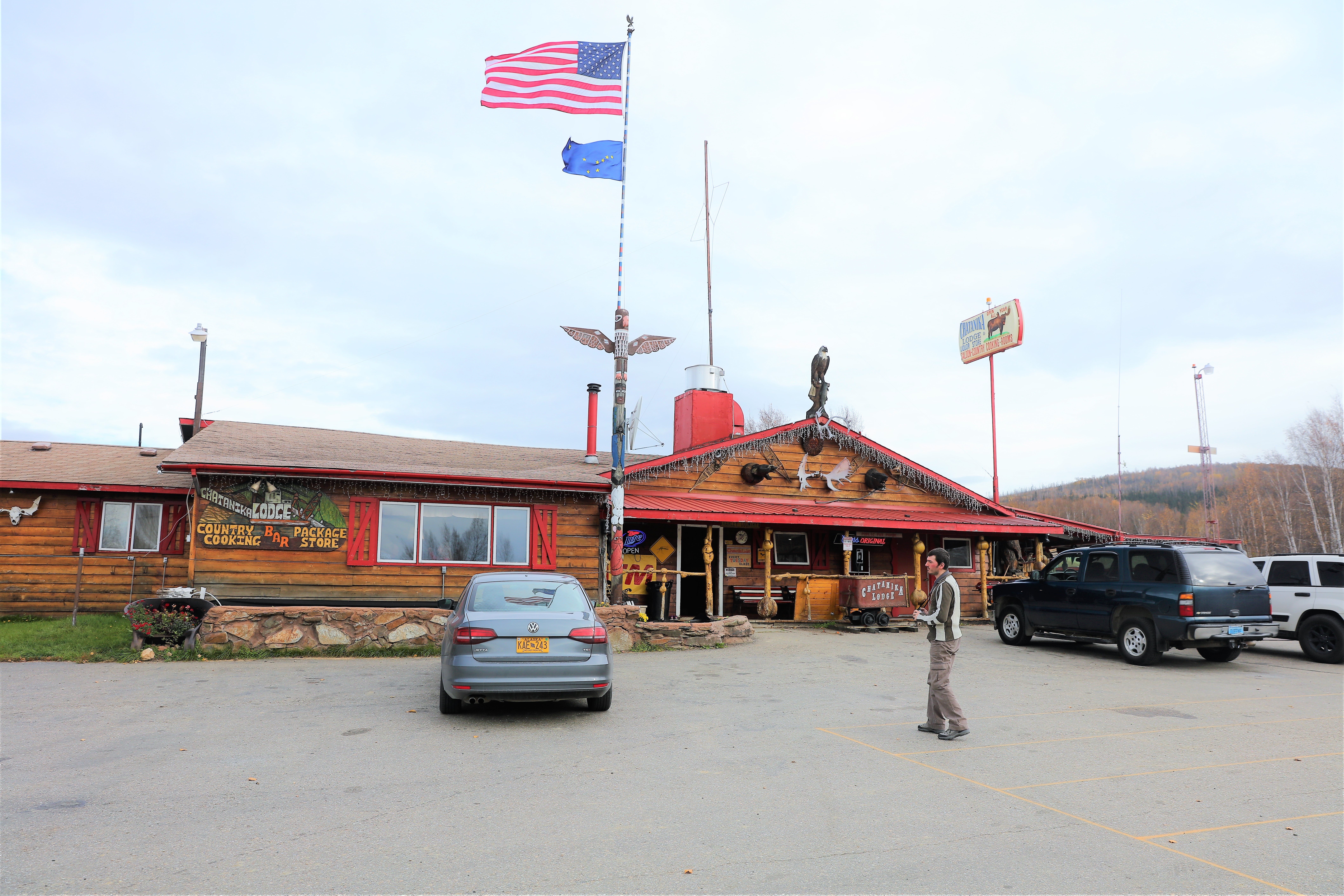
Przydrożna restauracja (Chatanika)
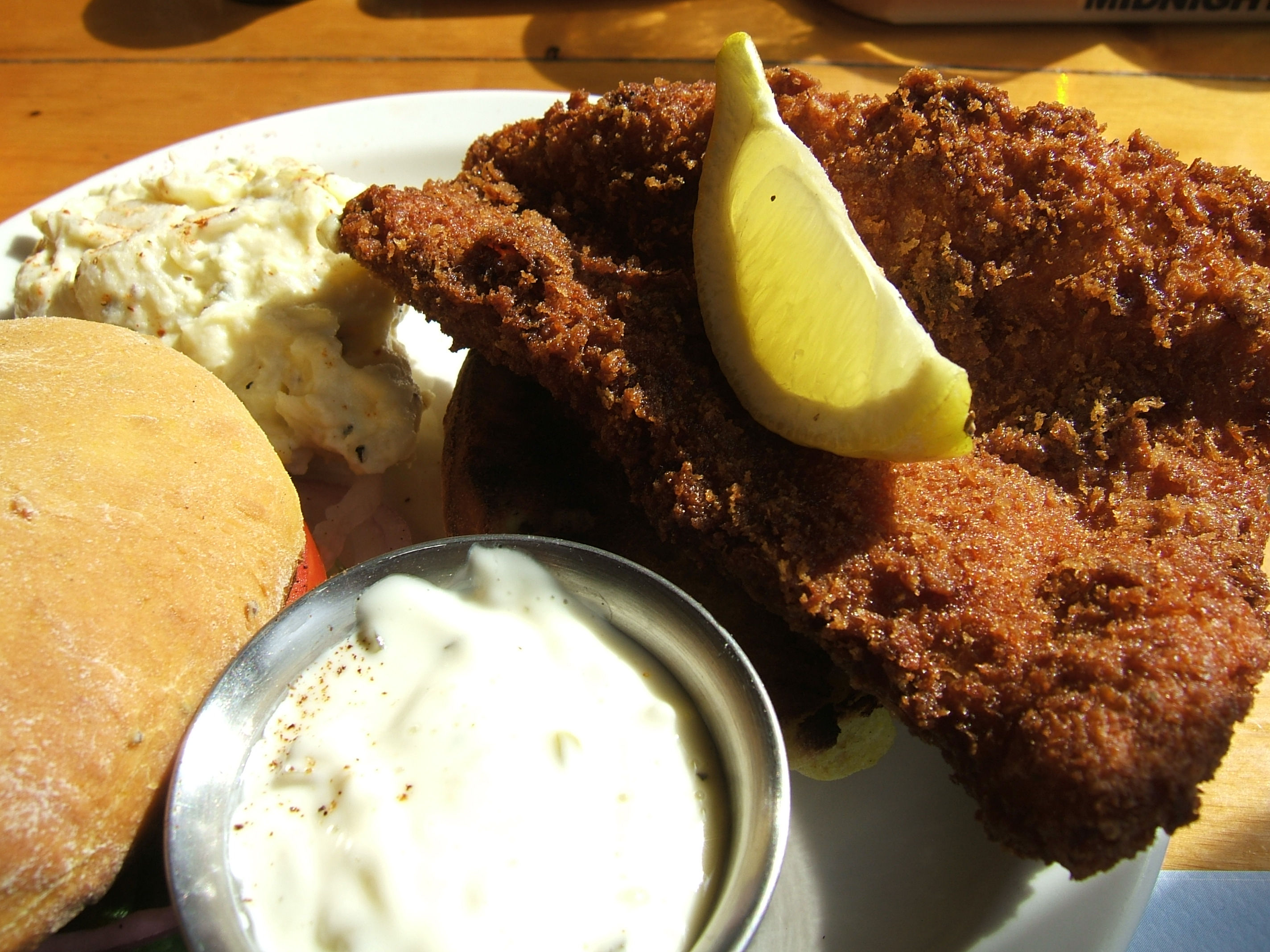
Halibut z dodatkami
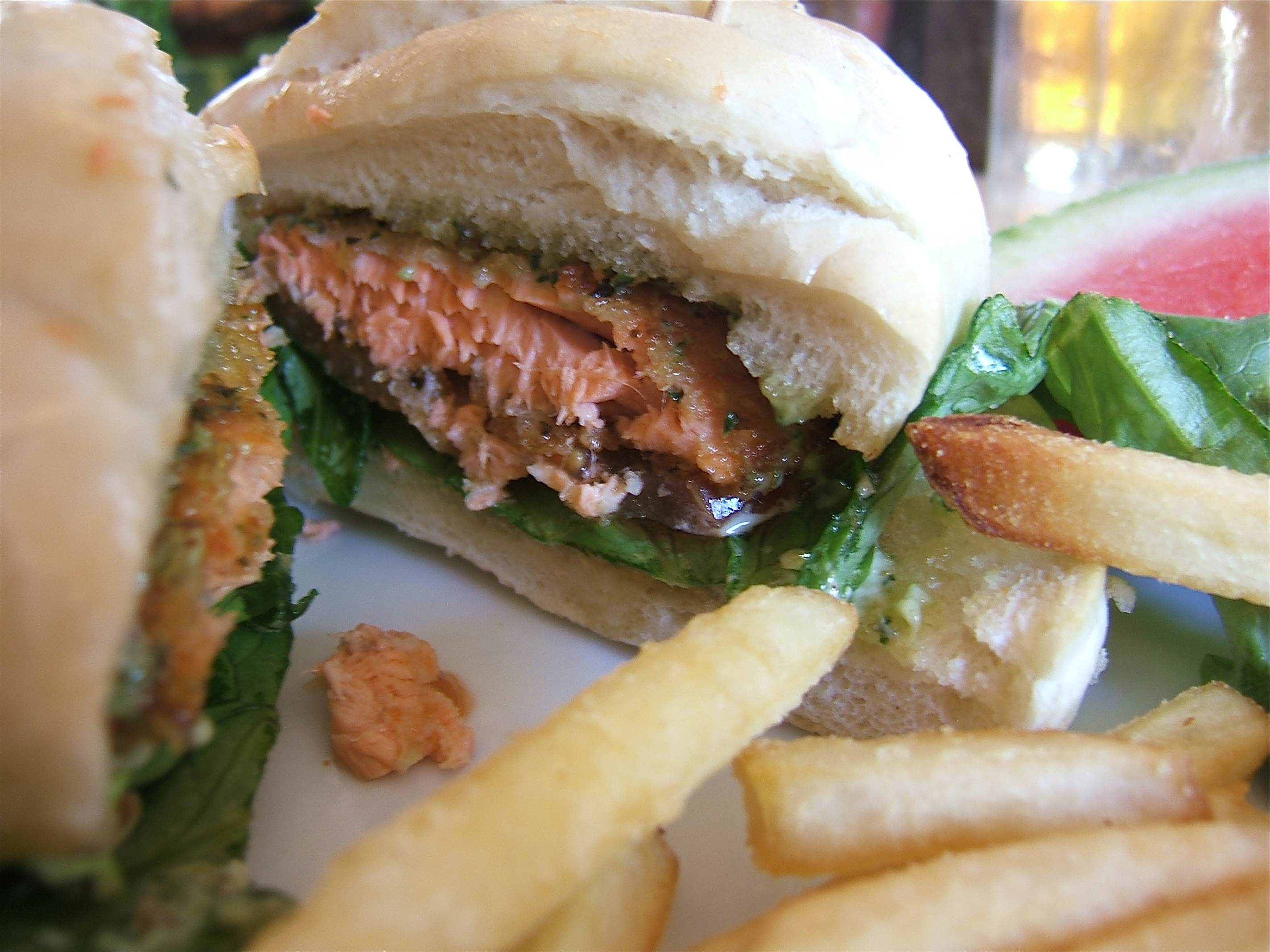
Kanapka z dzikim łososiem
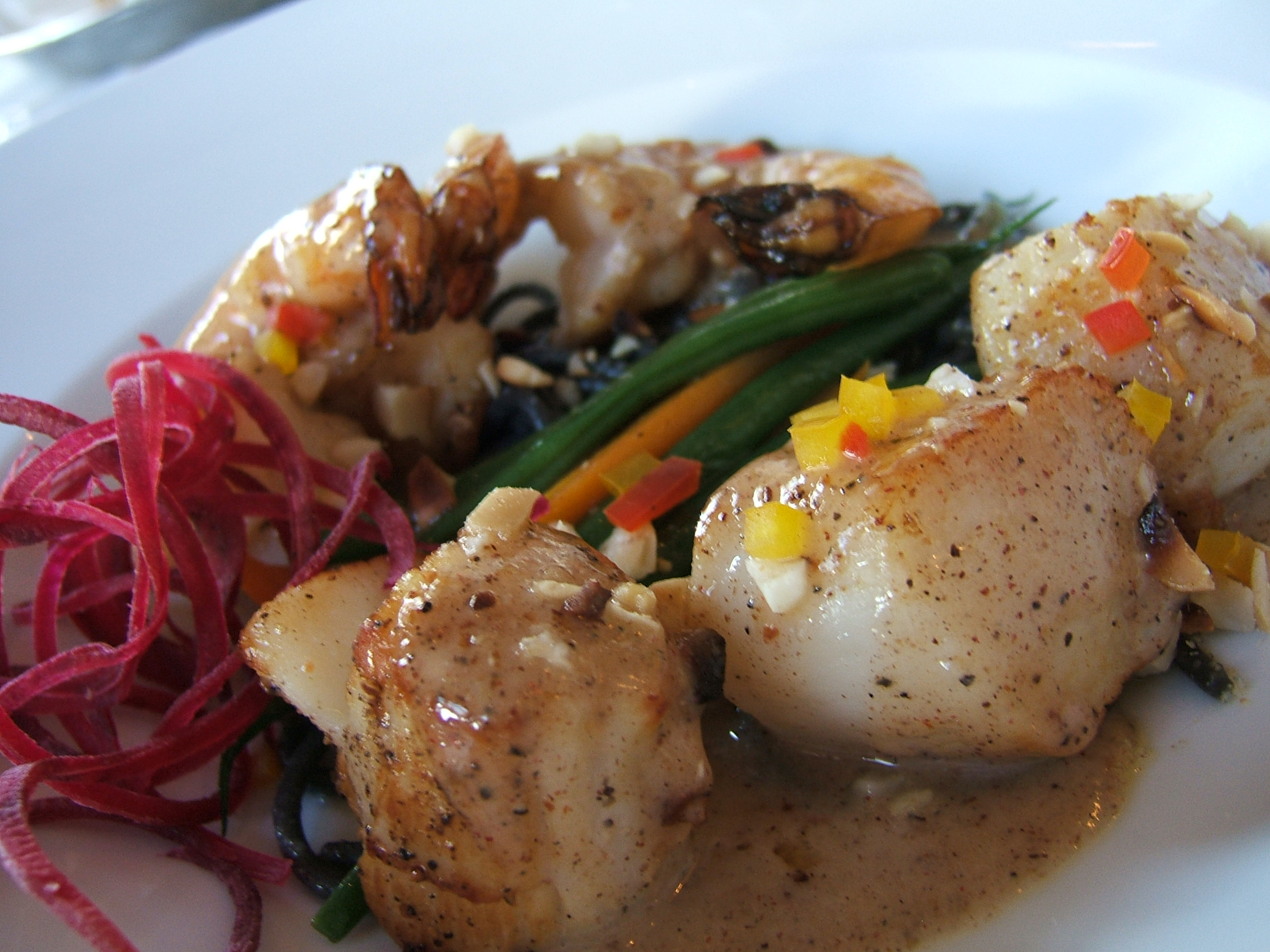
Alaskańskie przegrzebki i krewetki

## Potrawy

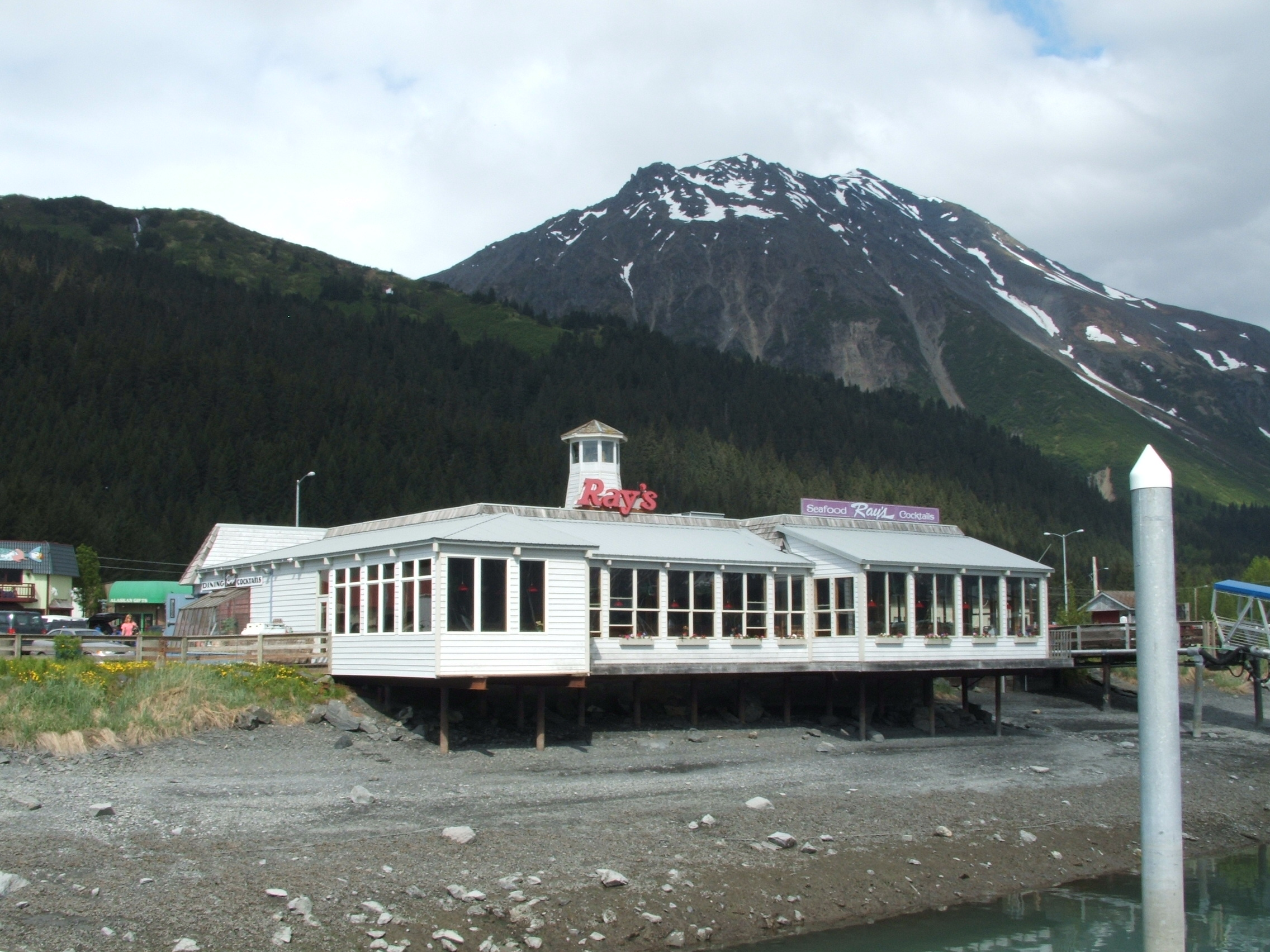
Nadmorska restauracja w Seward

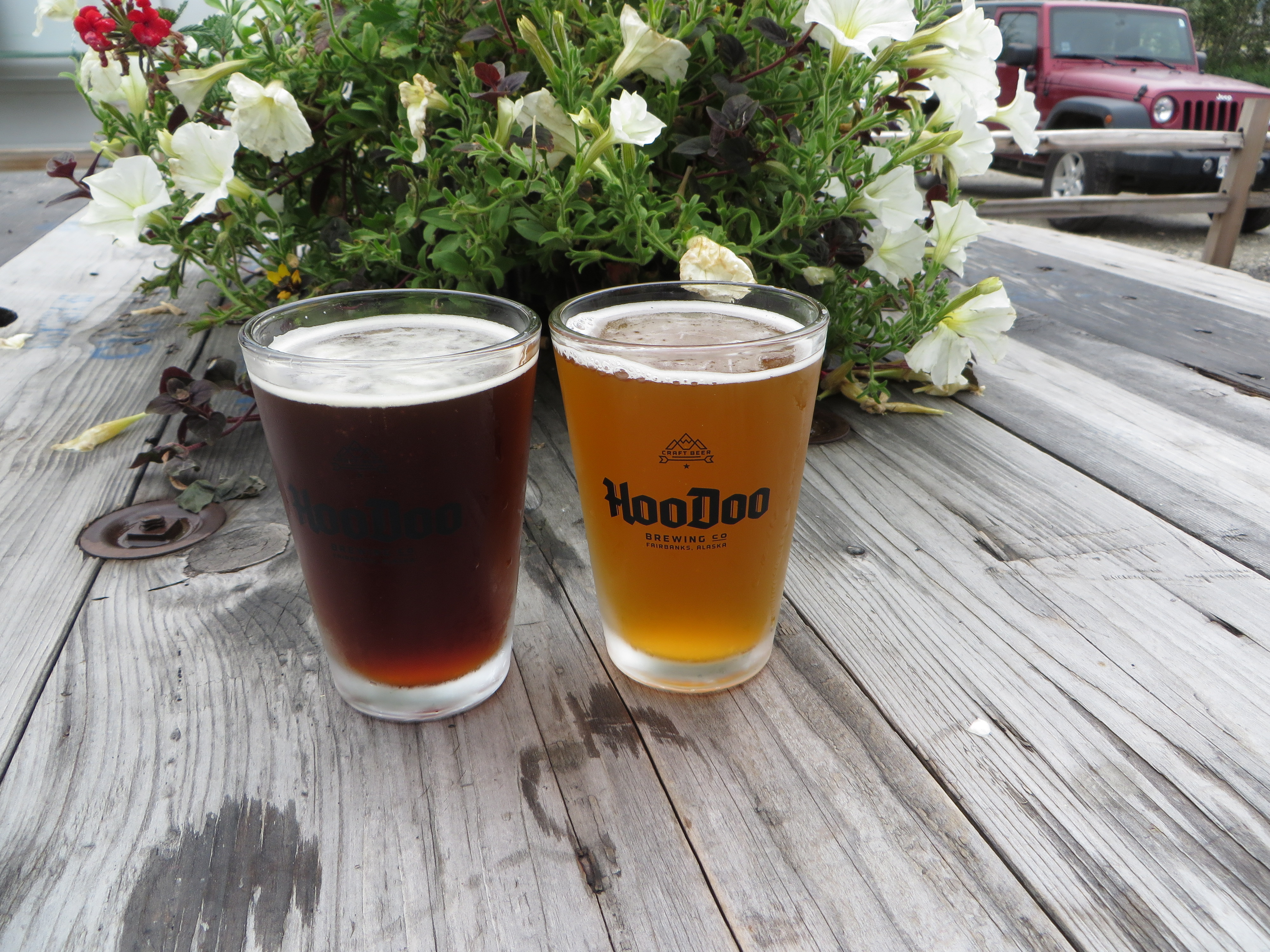
Piwa z browaru HooDoo w Fairbanks

Wybrane potrawy kuchni alaskańskiej:
- smażony łosoś[4] w różnych odmianach, np. coho, sockeye, pink[3],
- halibut z frytkami[3],
- kiełbaski z renifera (obecnie często jest to mielone mięso renifera zmieszane z wieprzowiną lub wołowiną) – podstawa śniadania alaskańskiego, podawana jako dodatek do jaj, tostów, naleśników, a także grillowana i zaserwowana z cebulą,
- kraby królewskie z roztopionym masłem (niska zawartość tłuszczu i kalorii oraz dużo białka oraz kwasów omega-3),
- mięso z jaka, np. w postaci burgerów (jedno z najzdrowszych czerwonych mięs z wysoką zawartością żelaza),
- ostrygi alaskańskie (wyłącznie z hodowli, nie żyją w naturze), podawane grillowane w panierce lub zapiekane z bekonem,
- przegrzebki[3],
- krewetki (dużych rozmiarów, często nadające się do grillowania pojedynczo)[3],
- alaskańskie ceviche (ryba gotowana w kwaśnym soku cytrusowym, zwykle z dodatkiem ziół, przypraw i cebuli)[5],
- chrupiące ciasto jagodowe z gałką lodów waniliowych,
- smażony chleb (fry bread), robiony z płaskiego ciasta i wysmażany na głębokim tłuszczu – jest to danie tradycyjne: w czasach, gdy plony rdzennych mieszkańców Alaski zostały zniszczone, a ich tryb życia łowieckiego zakazany, wykorzystywali swoje racje mąki, cukru i tłuszczu, tworząc fry bread,
- akutaq – rodzaj lodów serwowanych w misce, tradycyjnie zawierający tłuszcze zwierzęce, mięso karibu, ryby, jagody, śnieg i olej z fok (sprzedaje się gotowe aromaty akutaq w butelkach)[6],
- fireewed honey – miód wytwarzany przez pszczoły przywożone z innych części USA (na Alasce by nie przeżyły) na bazie kwiatów wierzbówki kiprzycy[3].